# Лемберский, Павел Леонидович
Павел Леонидович Лемберский (род. 1956, Одесса, Украинская ССР, ныне Украина) — русский писатель, живущий в США. Племянник литературоведа Оскара Семеновского, двоюродный брат театроведа Валерия Семеновского.

## Биография
С 1977 года живёт в Нью-Йорке. Окончил филологический факультет Калифорнийского университета в Беркли, затем учился в аспирантуре факультета кино университета Сан-Франциско. Работал в нью-йоркской кино- и радиоиндустрии (2000—2006). Участвовал в кинопроектах режиссёра Джонатана Демме. Соведущий передачи «33/45» на нью-йоркском радио.
Пишет прозу и сценарии на английском и русском языках. Публиковался со статьями и эссе в журналах «Театр», «Новый мир» и «Иностранная литература», прозу — в журналах «Соло», «Комментарии», «Новый журнал», 22, Calque,  Little Star,  Habitus: A Diaspora Journal, Gargoyle,  The Brooklyn Rail, Colta.Ru, Trafika Europe,  «Двоеточие», Fiction International, и др.
Победитель международного сетевого конкурса «Русская Америка-2001» в номинациях «большая» и «малая проза». Рассказы Лемберского были включены в «Антологию современного рассказа, или истории конца века» (Москва, 2000). Первая книга, «Река № 7», вышла в 2000 году в США.

«Представьте Борхеса, пишущего… „философские концептуальные анекдоты“ языком, сравнимым по яркости с языком Бабеля».
— Антон Нестеров о «Реке № 7»
В дальнейшем две книги рассказов Лемберского «Город убывающих пространств» (2002) и «Уникальный случай» (2009) были изданы в России.
В 2003 году во Франкфурте на немецком языке вышел сборник рассказов «Fluss # 7».

Как раз по границе между культурами и ведет Лемберский читателя, умело заостряя все комическое, гротескное и китчевое, что подсмотрено им как в Старом, так и в Новом Свете. Так возникают изящные и остроумные притчи. Жизнь в этой Вселенной чрезвычайно неустойчива — со странным звуком она ускользает от наблюдателя, она просачивается во все щели, она испаряется изо всех дыр. Жить в этой Вселенной, несомненно, очень непросто и, вероятно, очень невесело. Но читать об этой жизни доставляет удовольствие.

— Ольга Мартынова, «Neue Zürcher Zeitung» 
В 2011 году в США вышел роман Лемберского «В пятьсот весёлом эшелоне». Из отзыва критика Ильи Кукулина:

«Живущий в Нью-Йорке прозаик Павел Лемберский — один из немногих, кому удалось в современной русской литературе продолжить лучшие традиции эмигрантской словесности 1970—1980-х годов — самоироничное описание освобождающегося сознания и зарисовки быта „голых людей на чужой земле“. Главным героем романа „В пятьсот весёлом эшелоне“ Павла Лемберского становится устная речь, точнее — письменная имитация устной речи, взрывная, синкопированная по ритму, напоминающая своей непредсказуемостью джаз. Закрученная детективная интрига оказывается нитью, на которую, как бусины, нанизаны обаятельные — иногда уморительно смешные, иногда печальные — монологи героев, в которых они готовы связать самые разные эпохи и найти философические объяснения для любых событий».

В 2015 году в США вышло 2-е, расширенное и дополненное издание романа Лемберского «В пятьсот веселом эшелоне».
В 2018 году в киевском издательстве «Каяла» вышел сборник Лемберского «За тебя, малыш». В сборник вошли три повести и два эссе разных лет.
В 2019 году в нью-йоркском издательстве «Littera Publishing» вышел сборник рассказов Лемберского «Де Кунинг».
В 2020 году в бостонском издательстве «М Graphics» вышел сборник рассказов Лемберского на английском языке The Death of Samusis, and Other Stories.
Рассказы переведены на немецкий, английский и другие европейские языки, выходили в России, Америке, Финляндии, Израиле и Германии.

На карте современной российской малой прозы Лемберский, без сомнения, занимает достойное место. Другое дело, что карта эта пока не составлена или, что ещё хуже, составлена плохо…
— Леонид Костюков

Проза живущего ныне в Нью-Йорке Павла Лемберского занимательна в первую очередь возрождением будто уже и не поддающейся возрождению традиции, точнее — даже тенденции, охватывающей несколько традиций, от Бабеля до Аксенова и Юза Алешковского: писатель с какой-то неимоверной свободой совмещает авантюрный сюжет с гипертрофированным стилистическим потоком; лексическое буйство и повествовательный напор не взаимоуничтожаются, но создают единый стилистическо-нарративный сплав.
— Данила Давыдов

Книга писателя и сценариста Павла Лемберского, русского американца с тридцатипятилетним стажем, как скупо сообщают аннотации, — «о похождениях русских эмигрантов в Америке». Дело здесь не в похождениях, не во внешних событиях (не столько в них) — хотя без них, понятно, никакой жизни не рассказать. Это история людей, изъятых (изъявших себя) из родимого контекста и обрастающих в эмиграции контекстами новыми, еще как следует не известными и далеко не освоенными. О том, как топорщатся новообретаемые — и покидаемые — контексты: «…Илюша Нежинский и Андрей Фазамахер, нестарые, но уже несколько поистрепанные частыми переменами среды обитания номады, сохранившие, однако, то, что французы, да и американцы тоже, особливо филологи-компаративисты именуют joie de vivre, а одесситы, отступая от характерной для них предрасположенности к броским афоризмам, иногда называют „руки вместе, ноги врозь: камбала, бычки, лосось — вкус непередаваемый, запах незабываемый“ и чертят руками в воздухе замысловатые арабески…» — и как человек в них снова и снова пробует быть самим собой.
— Ольга Балла

Представление о СССР как об аде, о США как о рае, широко распространённое в конце 1970-х — начале 1990-х, нивелируется у Лемберского тем, что и там и там люди занимаются одним и тем же, более того, это одни и те же люди. По сути дела перед нами — персональный лимб Лемберского, то есть область, созданная для великих, но не крещёных людей, говоря обобщённо. Это промежуточная зона, лимитроф, пространство диалога культур, описанная с добротой Толстого и безжалостностью Чехова.
— Екатерина Дайс

[…С]амоирония Лемберского, его гротескное изображение советской жизни и еще более поразительное — советского человека в американской жизни (например, как он на миг испугался расправы со стороны массажиста, когда по радио раздалось сообщение о южнокорейском «Боинге») — меньше всего надо понимать как анализ советской жизни вообще или советского характера вообще. Лемберский не бытописатель, а социолог, исследующий, каковы границы действия отдельного человека, каковы границы тоски и разочарования, ожидания смены участи и пережитой смены.
Если Лемберского с кем-то сравнивать, то не с Довлатовым или Аксеновым, а скорее с Зиновием Зиником или Венедиктом Ерофеевым «Шагов командора», но — если бы из этого мира вдруг убрали насилие, произвол власти врача и язык насилия как единственный, на котором герои в такой ситуации могут что-то объяснить друг другу. У Лемберского, наоборот, любая реплика сразу говорит не просто об отсутствии насилия, но и что его не будет в мире соседей или друзей, к которым можно заехать по дороге, и в завтрашнем приключении, и в разговоре о только что пережитом. Как если бы истекание клюквенным соком из «Балаганчика» Блока превратилось из трагического символа ненадежности человеческой жизни, хрупкости человека как куклы в общий мотив любого анекдотического повествования.

— Александр Марков 
Произведения Павла Лемберского широко представлены в интернете.